# Lommagölen (Hjärtlanda socken, Småland)
Lommagölen är en sjö i Sävsjö kommun i Småland och ingår i Lagans huvudavrinningsområde.